# Леопардовый веслоног
Леопардовый веслоног, или борнеоская летающая лягушка (лат. Rhacophorus pardalis) — вид бесхвостых земноводных семейства веслоногих лягушек.
Общая длина достигает 3,9—7,1 см. Наблюдается половой диморфизм — самки больше самцов. Голова широкая, морда закруглённая. Туловище крепкое. Кожа спины гладкая, брюха — бородавчатая. Имеют вставную косточку между последним и предпоследним суставом пальцев задних лап. Внешний конец предпоследнего сустава также снаружи и притом наверху по спинке пальца характеризуется присутствием бугорка. У этой лягушки третий, четвёртый, пятый пальцы несут расширенные диски. В то же время все пальцы перепончатые. У самца один внутренний пузырь-резонатор. Внешний край передней лапы и предплечья имеют широкий лоскут кожи. У самцов присутствуют брачные мозоли.
Окраска спины варьирует от коричневого до красновато-коричневого цвета, часто с Х-образным тёмным рисунком на спине. На ней присутствуют несколько белых пятен. Боковые стороны желтоватые с чёрными пятнами. Брюхо желтоватое с оранжевыми пятнышками. На внутренней стороне бёдер имеются полоски оранжево-красного цвета.
Любит первичные и вторичные тропические леса. Встречается на высоте до 1015 метров над уровнем моря. Ведёт полудревесный образ жизни. Спускается вниз только во время размножения. Часто встречается у болот, прудов, других водоёмов со стоячей водой. Питается беспозвоночными.
Размножение происходит в сезон дождей. Самка откладывает яйца в стоячую воду, где развиваются головастики.
Вид распространён на островах Калимантан, Суматра (Индонезия), Малайском полуострове и на юге Филиппин.